# Stictoptera macromma
Stictoptera macromma là một loài bướm đêm trong họ Noctuidae.